# Emadiana ampola
Emadiana ampola är en insektsart som beskrevs av Young 1986. Emadiana ampola ingår i släktet Emadiana och familjen dvärgstritar. Inga underarter finns listade i Catalogue of Life.